# Mothy
mothy или Akuno-P (悪ノP) — псевдонимы японского музыканта. Популярен благодаря сюжетно связанным между собой песням, серия которых неофициально в Японии называется Aku no series (яп. 悪ノシリーズ) а за её пределами — «The Evillious Chronicles», самая известная подсерия которой — «Aku no musume», на основе которых выпустил несколько ранобэ и манг.

## Биография
С детства интересовался музыкой, родители Mothy купили фолк-гитару, пока он учился в средней школе; позже играл на басу для кружка группы в колледже. Хотя группа работала над тем, чтобы стать профессиональными басистами, она распалась, когда ему было двадцать, и в итоге устроился на работу офисным работником.
За это время он смотрел видео с Мэйко, размещённые на Nico Nico Douga, и стал вдохновлён ажиотажем вокруг выхода Мику Хацунэ в августе 2007 года; позже он стремится сочинить свою собственную музыку с помощью программы Vocaloid. В декабре того же года, видя, как широко использовалась в то время Мику, Mothy вместо этого решает использовать Рин и Лена Кагаминэ и начал экспериментировать с ними в начале 2008 года.

## До «Дочери зла»
Первыми или экспериментальными песнями Mothy были «10-минутная любовь» (яп. 10分の恋 дзуппун но кои), «Игра слов» (яп. 言葉遊び котоба асоби) и «Колыбельная часового механизма» (яп. ぜんまい仕掛けの子守唄 зэнмай дзикакэ но коморуита), которые вышли 27 февраля, 8 марта и 22 марта соответственно, популярность они не получили.

## «Aku no musume»
6 апреля 2008 года вышла песня «Дочь зла» (яп. 悪ノ娘 аку но мусумэ), повествующая о одержимой грехом гордыни юной принцессе, которая из ревности напала на соседнюю, дружественную ей страну и устроила геноцид женской части населения, послуживший последней каплей терпения народа, что привело к революции и свержению принцессы. Эта песня тоже могла остаться в безвестности, если бы не вышедшая 22 дня спустя песня «Слуга зла» (яп. 悪ノ召使 аку но месицукаи) с вокалом Лена. Благодаря успешному релизу «Слуги» возросла популярность и «Дочери». 25 мая выходит «Стих раскаяния» (яп. リグレットメッセージ, англ. Regret message), связанная по сюжету с двумя предыдущими песнями. В это же время музыкант задумывается над созданием более тёмной истории, посвящённой куда более ужасным персонажам.

## «Aku no taizai» и «Genzai monogatari»
3 марта 2009 года вышла песня «Дьявольская пожирательница Кончита» (яп. 悪食娘コンチータ акудзики мусумэ Конти: та) с вокалом Мэйко — из новой, более обширной серией «Смертных грехов» (яп. 悪ノ大罪 аку но тайзай, букв. «Смертные грехи зла»). Пользуясь полученной популярностью, он продолжает выпускать новые песни как к этой серии, так к одновременно «Дочери зла» и другой, «Истории первородного греха» (яп. 原罪物語 гензай моногатари), являющейся приквелом к серии «Смертных грехов» и по которой 11 августа 2012, 12 августа 2013 и 16 августа 2015 годах выпущено 3 альбома: «Genzai Monogatari -Dai 1 maku-» (яп. 原罪物語-第1幕-), «Genzai monogatari -Dai 2 maku-» (яп. 原罪物語-第2幕-) и объединяющий и дополняющих две предыдущие «Genzai monogatari Kanzen ban» (яп. 原罪物語 完全版) .
25 февраля 2015 года вышел альбом «Nanatsu no tsumi to batsu» (яп. 七つの罪と罰), где собраны главные песни серии «Смертных грехов», а 11 августа 2017 года выпущен пятнадцатиминутный сингл «master of the heavenly yard», по мотивам которого 22 ноября того же года выпущена одноимённая лайт-новелла, являющейся заключительной для серии «Смертных грехов».
31 декабря 2019 и 13 августа 2022 года вышли два ранобэ по мотивам первых двух альбомов из серии «Истории первородного греха».

## «Aku no monogatari»
3 июля 2015 года выходит «Unlock Sity» — ранобэ, де-юре не входящее в появившуюся почти три года спустя, 18 февраля 2018 года, серию ранобэ «Сага зла» (яп. 悪ノ物語 аку но моногатари), но происходящую в тех же самых месте и времени действий — в «Четвёртом периоде» (яп. フォースピリオド, англ. Fourth Period), после событий песен «Хроник Эвиллиоса».

## Вдохновение и стиль
Обычно у mothy появляются новые идеи во время занятий обыденными делами. Часто его работы содержат в себе элементы трагедии и ужаса, и поэтому он пользуется тематикой побега, противостояния свободной воли и судьбы, зла, участь которого не даёт нам покоя во всех подсериях. Многие вещи для своих историй он черпает из исторических и мифологических фигур, событий и концепций. Mothy зачастую давал имена персонажам, схожие с именами вокалоидов.
Когда у mothy спросили про процесс написания новелл, он рассказал, что сперва пишет грубый набросок своей будущей работы и список действующих лиц, продумывая, что им нравится и не нравится. Внешность и личность, сильные и слабые стороны, даже для второстепенных персонажей. Затем он разрабатывает локации и окружающую среду, саму историю и взаимоотношения между разными странами, и только потом углубляется в город и страну в целом, включая внутреннюю систему. После объединения получившихся набросков, Akuno-P переписывает историю более детально, расширяя её и уделяя должное внимание тем элементам истории, которым ему бы хотелось подчеркнуть. Только после этого он начинает разделять события по индивидуальным сценам. Его финальный набросок выходит слишком большим, поэтому некоторые сцены урезаются для распределения на странице. Тот же процесс используется при разработке историй для его песен.
Когда Akuno-P разрабатывает свои истории, он представляет очертания самого проекта, и как он выйдет в целом, пользуясь универсальной таблицей для всех его планов на новые серии. Однако mothy признаёт, что несколько маленьких и больших «порций» его проекта были разработаны «под влиянием момента» и доработаны уже позже.
Так же, Akuno-P признавался, что вдохновлялся ранним Нориюки Макихарой и группами Stratovarius и Helloween.

## Дискография
| Дата выхода     | Оригинальное название                                                                                             | Английский перевод                                                          | Тип |
| --------------- | --- | --------------------------------------------------------------------------- | --- |
| 17 мая 2009     | EVILS THEATER | EVILS THEATER                                                               | Альбом |
| 15 августа 2009 | ネジと歯車とプライド хэдзи то нагурума то пурайдо                                                                 | Screws, Gears, and Pride                                                    | Альбом (совместно с UniMemo-P) |
| 3 февраля 2010  | 悪ノ娘〜凄艶のジェミニ〜 ボーカル＆サウンドトラック аку но мусумэ 〜сэйнэн но дзэмини〜 бо: кару ＆ саундоторакку | The Daughter of Evil ~Gemini of Charm~ Vocal and Soundtrack                 | Саундтрек к мюзиклу «Дочь зла» 2009 года                                                                                           |
| 7 февраля 2010  | Prelude to Forest                                                                                                 | Prelude to Forest                                                           | Альбом |
| 9 мая 2010 года | EVILS FOREST | EVILS FOREST                                                                | Альбом |
| 10 августа 2010 | 悪食娘コンチータ (改) акудзики мусумэ Кончита (кай)                                                               | Evil Food Eater Conchita (revised)                                          | Альбом |
| 22 декабря 2010 | 悪ノ王国 аку но о: коку                                                                                           | Evils Kingdom                                                               | Альбом |
| 16 января 2011  | 悪徳のジャッジメント ～a court of greed～ акутоку но дзадзименто ～a court of greed～                             | Judgment of Corruption ~A Court of Greed~                                   | Альбом |
| 13 августа 2011 | EVILS COURT | EVILS COURT                                                                 | Альбом |
| 23 марта 2012   | 悪ノ四楽奏～悪ノ娘ノベル楽曲集～ аку но ён раку со: ~аку но мусумэ нобэру гаккёку су:~                            | Four Melodies of Evil ~The Daughter of Evil Novel Music Collection~         | Дополнение к ранобэ «Дочь зла: Лазурный пролог»                                                                                    |
| 11 августа 2012 | 原罪物語-第1幕- гэнзай моногатари -дай 1 маку-                                                                    | Original Sin Story -Act 1-                                                  | Альбом |
| 12 августа 2013 | 原罪物語-第2幕- гэнзай моногатари -дай 2 маку-                                                                    | Original Sin Story -Act 2-                                                  | Альбом |
| 17 февраля 2014 | 「悪ノ娘」 読書のためのBGM集 «аку но мусумэ» докусо но тамэ но BGM су:                                            | The Daughter of Evil: BGM Reading Collection                                | Дополнение к 1 акту (тому) манги «Дочь зла», совместно с Travolta-P                                                                |
| 17 августа 2014 | ネメシスの銃口 Немэсису но дзу: ко:                                                                               | The Muzzle of Nemesis                                                       | Альбом |
| 25 февраля 2015 | 七つの罪と罰 нанацу но цуми то бацу                                                                               | Seven Crimes and Punishments                                                | Альбом |
| 16 августа 2015 | 原罪物語 完全版 гэнзай моногатари канзен бан                                                                      | Original Sin Story: Complete Edition                                        | Альбом |
| 14 августа 2016 | Lucifenia Trinity                                                                                                 | Lucifenia Trinity                                                           | Альбом |
| 11 августа 2017 | master of the heavenly yard                                                                                       | master of the heavenly yard                                                 | Сингл |
| 10 августа 2018 | ぜんまい仕掛けの子守唄 зэнмай дзикакэ но коморуита                                                                | Clockwork Lullaby                                                           | Альбом |
| 12 августа 2019 | EVILS EXTRA | EVILS EXTRA                                                                 | Альбом |
| 27 августа 2020 | E.A.T PROLOGUE | E.A.T PROLOGUE                                                              | Альбом |
| 11 ноября 2022  | HISTORY OF 悪ノ娘 HISTORY OF аку но мусумэ                                                                        | HISTORY OF The Daughter of Evil                                             | |
| 3 июня 2023     | 去り人達のワルツ 悪ノ大罪 SEKAI EDITION＋ кё ри хитотати но варуцу аку но тайзай SEKAI EDITION＋                  | Waltz of the Deceased: Deadly Sins of Evil SEKAI EDITION+                   | Альбом |
| 19 марта 2024   | 去り人達のワルツ 悪ノ大罪 SEKAI EDITION＋ кё ри хитотати но варуцу аку но тайзай SEKAI EDITION＋                  | Waltz of the Deceased: Deadly Sins of Evil SEKAI EDITION+                   | Альбом |
| 13 августа 2023 | 双兎が来りて笛を吹く со: усаги га кирите фуэвофуку                                                                | Twin Rabbits Come and Play Their Flute                                      | Альбом |
| 20 декабря 2023 | 初音ミクシンフォニー2023 Live at Suntory Hall Хацунэ Мику синфони: 2023 Live at Suntory Hall                      | Hatsune Miku Symphony 2023 Live at Suntory Hall                             | Альбом. Второй диск содержит основные песни серии "Смертных грехов" в исполнении Токийского филармонического оркестра и две песни. |
| 18 августа 2024 | 食材の多い料理店 сёкудзаи но о: и рё: ритэн                                                                       | The Restaurant of Many Ingredients                                          | Альбом |
| 1 августа 2025  | 夕闇伯爵の招待状 ю: ями хакусяку но сё: таидзё:                                                                   | Inhumanely Invitations (официально) Count Twilight's Invitation (буквально) | Альбом |

## Ранобэ
Серия «Дочь зла»
- Дочь зла: Янтарный эпилог (яп. 悪ノ娘 黄のクロアテュール) ISBN 978-4-569-79103-6 (август 2010)
- Дочь зла: Изумрудная колыбельная (яп. 悪ノ娘 緑のヴィーゲンリート) ISBN 978-4-569-79457-0 (февраль 2011)
- Дочь зла: Алая прелюдия (яп. 悪ノ娘 赤のプラエルディウム) ISBN 978-4-569-80137-7 (декабрь 2011)
- Дочь зла: Лазурный пролог (яп. 悪ノ娘 青のプレファッチオ) ISBN 978-4-569-80307-4 (март 2012)
- Антракт зла: Путеводитель по «Дочери зла» (яп. 悪ノ間奏曲「悪ノ娘」ワールドガイ) ISBN 978-4-569-79891-2 (сентябрь 2011)
- Эпос зла: Книга для фанатов «Дочери зла» (яп. 悪ノ叙事詩「悪ノ娘」ファンブック) ISBN 978-4-569-80724-9 (август 2012)
- Книга планов по «Дочери зла» (яп. 悪ノ娘手帳 2013) ISBN 978-4-569-80979-3 (декабрь 2013)

Серия «Смертные грехи»
- Смертные грехи: Безумие герцога Веномании (яп. 悪ノ大罪 ヴェノマニア公の狂気) ISBN 978-4-569-80903-8 (декабрь 2012)
- Смертные грехи: Дьявольская пожирательница Кончита (яп. 悪ノ大罪 悪食娘コンチータ) ISBN 978-4-569-81455-1 (сентябрь 2013)
- Смертные грехи: Дар усыпляющей принцессы[5] (яп. 悪ノ大罪 眠らせ姫からの贈り物) ISBN 978-4-569-82117-7 (август 2014)
- Смертные грехи: Пятый Пьеро (яп. 悪ノ大罪 五番目のピエロ) ISBN 978-4-569-82394-2 (март 2015)
- Смертные грехи: Швея из Энбидзаки (яп. 悪ノ大罪 円尾坂の仕立屋) ISBN 978-4-569-82764-3 (декабрь 2015)
- Смертные грехи: Продажный приговор (яп. 悪ノ大罪 悪徳のジャッジメント) ISBN 978-4-569-83187-9 (август 2016)
- Смертные грехи: Дуло Немезиды (яп. 悪ノ大罪 ネメシスの銃口) ISBN 978-4-569-83577-8 (март 2017)
- Смертные грехи: Хозяин небесного двора (悪ノ大罪 master of the heavenly yard) ISBN 978-4-569-83640-9 (октябрь 2017)
- Вальс зла: Путеводитель по «Смертным грехам» (яп. 悪ノ円舞曲 『悪ノ大罪』ガイドブック) ISBN 978-4-569-81715-6 (декабрь 2013)

Серия «История первородного греха»
- История первородного греха: Преступление (яп. 原罪物語 -罪-, декабрь 2019)
- История первородного греха: Наказание (яп. 原罪物語 -罰-, август 2022[6])

Серия «Сага зла» (четвёртый период)
- Сага зла: Бумажный демон и секретный архив (яп. 悪ノ物語　紙の悪魔と秘密の書庫) ISBN 978-4-569-78748-0 (февраль 2018)
- Сага зла: Сумеречный демон и ложная королева (яп. 悪ノ物語 黄昏の悪魔と偽物の女王) ISBN 978-4-569-78780-0 (апрель 2019)

Серия «Бессонная пыточная башня»
- Бессонная пыточная башня: Три сестры повелителя пыток (яп. 拷問塔は眠らない　―拷問卿の三姉妹― ) ISBN 978-4-04-891872-5 (август 2013)
- Бессонная башня пыток: Изумрудная девочка (яп. 拷問塔は眠らない　ーエメラルドの少女ー) ISBN 978-4-04-891873-2 (октябрь 2013)
- Бессонная башня пыток: Кольцо зла (яп. 拷問塔は眠らない　―悪の円環―) ISBN 978-4-04-866521-6 (апрель 2014)

Другие
- Unlock City (яп. アンロック・シティ) ISBN 978-4-865-29149-0 (июль 2015)
- Outlaw & Lychgate (апрель 2019)
- E.A.T prologue (декабрь 2020)

## Манга

### Полноценные манги
- Безумие герцога Веномании — Манга-адаптация одноимённого ранобэ, повествующая о добровольно заражённом грехом похоти вассале Вельзенской Империя герцоге Асмодина Сатериазисе Веномании. Иллюстратор: Reki Bito (2012).
- Дочь Зла — Манга-адаптация серии ранобэ «Дочь зла», повествующей о Рилиан Люцифен д’Отриш, заражённая грехом гордыни вследствие прикосновения зеркала, являющегося сосудом греха, у которой есть брат-близнец Алексиэль Люцифен д’Отриш, в силу политических интриг после смерти их родителей и других обстоятельств вынужден работать как её камергер Аллен Авадония. Иллюстратор: Ichika (2014 — наши дни).
- Бессонная башня пыток: Клоунская глава (яп. 拷問塔は眠らない―道化師の章―) — Манга-адаптация первого ранобэ от одноимённой серии. Иллюстратор: Shina Soga (2014).

### Манги из ранобэ
«Антракт зла: Путеводитель по „Дочери зла“»
- Проделка в сумерках (яп. トワイライト プランク, англ. Twiright prank), иллюстратор: Ichika
- Дочь зла: Серебряные поиски (яп. 悪ノ娘 銀のルトルーヴェ аку но мусуме гин но рутору: вэ), иллюстратор: CAFFEIN

«Вальс зла: Путеводитель по „Смертным грехам“»
- Сказ о брошенных в лунную ночь (яп. 置き去り月夜抄 окизари цукиё со:), иллюстратор: Mizutame Tori

## Факты
- Основной псевдоним музыканта (mothy) является акронимом, переводящийся на английский как «Хозяин небесного двора» (англ. master of the heavenly yard).
- Другой псевдоним (Akuno-P, яп. 悪ノP) переводится с японского как «продюсер зла».